# Чеботарёва, Любовь Алексеевна
Любо́вь Алексе́евна Чеботарёва (в девичестве Клюкина, род. 30 января 1964, Реж Свердловская область, СССР) — советская спортсменка, чемпион мира по спортивной акробатике.

## Биография
Занималась акробатикой в Тольятти, у заслуженного тренера СССР Виталия Гройсмана и хореографа, заслуженного тренера РСФСР, Людмилы Босых. 
В 1985 году окончила Кубанский государственный университет физической культуры, спорта и туризма.
После завершения спортивной карьеры работала тренером по фитнес-аэробике в тольяттинском клубе «Фристайл», где вместе с бывшей партнёршей по команде Галиной Замыцковой занималась подготовкой юниорских и кадетских команд.

## Спортивные достижения
Мастер спорта международного класса по спортивной акробатике.
В 1980 году женская тройка в составе А. Никифоровой, Л. Клюкиной и Г. Замыцковой одержала победу на чемпионате РСФСР по спортивной акробатике, проходившем в Воронеже, на IX международных соревнованиях по спортивной акробатике на приз лётчика-космонавта В. Н. Волкова,а также победила на чемпионате СССР.
Принимала участие в чемпионате мира 1982 года. Анализируя результаты чемпионата специалисты отмечали, что сложность программы советской тройки Никифорова — Клюкина — Замыцкова была невысока, равная сложности болгарской тройки и заметно уступающая программе китаянок. Указывалось на отсутствие высоких эффектных и сложных пирамид, недостаточность элементов высшей сложности. Однако отличная общедвигательная и хореографическая подготовка, удачный подбор партнёрш и стабильность выполнения композиций на фоне заметных срывов главных соперниц позволили тольяттинским спортсменкам завоевать все три золотые медали чемпионата. Эти же победы сделали Любовь и чемпионкой Европы.
Неоднократная чемпионка СССР(1980, 1982, 1983) и РСФСР по спортивной акробатике (1980—1982 гг.).

## Тренерские достижения
В 2015 году команды, одним из тренеров которых была Чеботарёва, заняли призовые места на первенстве Европы по фитнес-аэробике в Дордрехте (Нидерланды). «Лада-Фристайл» заняла 1 место в дисциплине «Степ» среди юниоров, а «Лада-ТЛТ» 2 место в дисциплине «Степ» и 3 место в дисциплине «Аэробика» среди кадетов.